# ستيف ماغيري
ستيف ماغيري (بالإنجليزية: Steve Maguire)‏ هو عالم حاسوب أمريكي، ولد في 1950.

## وصلات خارجية
- ستيف ماغيري على موقع إن إن دي بي (الإنجليزية)